# 므낫세 산지
므낫세 산지는 에브라임 산지와 이스르엘 계곡 사이에 위치한 넓은 구릉지대다. 크기는 동서방향 51.5km, 남북방향 35.4km이다.
지리학적으로 므낫세 산지는 세 부분으로 나누며, 동부 사마리아, 중부 사마리아, 서부 사마리아로 불린다.
므낫세 산지 전체에서 가장 높은 두 산은 에발 산(930m)과 그리심산(881m)으로 중부 사마리아의 남단에 자리 잡고 있다.